# Jake & Blake
Jake & Blake ist eine Fernsehserie der Walt Disney Company. In der Serie geht es um eineiige Zwillinge, die bei ihrer Geburt getrennt wurden und ihr Leben tauschen, nachdem sie sich zufällig wieder treffen.

## Handlung
Jake und Blake sind Zwillinge, die bei ihrer Geburt getrennt wurden. Beide wachsen auf, ohne etwas von der Existenz des anderen zu wissen. Das Schicksal führt die zwei identisch aussehenden Teenager wieder zusammen und sie beschließen, einen Vorteil daraus zu schlagen, dass sie gleich aussehen: Sie tauschen ihr Leben.
Doch das Chaos ist bereits vorprogrammiert: Obwohl Jake und Blake gleich aussehen, besitzen sie völlig unterschiedliche Persönlichkeiten: Jake ist ein sehr guter Schüler – verantwortungsbewusst, großzügig und liebevoll – wohingegen Blake ein egoistischer und eitler Popstar ist. So wird der Tausch zu einem aufregenden Abenteuer.

## Produktion und Ausstrahlung
Die Sitcom stammt aus Argentinien und wurde von der Cris Morena Group und RGB Entertainment produziert. Jake & Blake startete offiziell am 7. Dezember 2009 im Disney Channel Lateinamerika. Die deutsche Erstausstrahlung fand am 11. Dezember 2010 im Disney Channel statt. Die Serie wurde in Buenos Aires aufgenommen, Hauptdarsteller ist Benjamin Rojas.

### Internationale Ausstrahlung
Jake & Blake lief in bis zu 33 Ländern auf den länderspezifischen Disney-Channel-Ablegern.

## Besetzung und Synchronisation
Die deutsche Synchronisation erfolgte bei der SDI Media Germany GmbH in Berlin. Dialogbuch führte Dennis Schmidt-Foß, Dialogregie selbiger, gemeinsam mit Bianca Krahl.
| Rolle                 | Schauspieler   | Synchronsprecher   | Bemerkungen                                            |
| --------------------- | -------------- | ------------------ | ------------------------------------------------------ |
| Blake Hill            | Benjamín Rojas | Jan Makino         | berühmter, reicher Sänger und Zwillingsbruder von Jake |
| Jacob "Jake" Valley   | Benjamín Rojas | Jan Makino         | erstklassiger Schüler und Zwillingsbruder von Blake    |
| Maximilian "Max" Hill | Tomas Martinez |                    | Blakes Bruder                                          |
| Hope                  | Sofía Reca     |                    | Blakes größter Fan                                     |
| Annie                 | Melanie Green  | Anita Hopt         | Jakes beste Freundin                                   |
| Nana                  | Ana Justo      | Monica Bielenstein | Jakes Großmutter                                       |
| Buddy                 | Paul Drutman   |                    | Blakes Chauffeur                                       |
| Paloma                | Mariela Irala  |                    | Annies Freundin                                        |
| Alan King             | Matias Mayer   |                    | Sohn des Direktors                                     |
| Principal King        | Diego Leske    |                    | Direktor an Jakes Schule und Vater von Alan            |
| Miranda               | Diego Leske    |                    | Blakes Managerin                                       |
| Bruce                 | Diego Child    |                    | Gitarrist in Blakes Band                               |
| Fynk                  | Fabio Aste     |                    | Onkel von Jake und Blake und Geschäftsmann             |
| Slate                 | Marcelo Andino | Rainer Fritzsche   | Fynks Assistent                                        |